# 기요하라노 후카야부
기요하라노 후카야부(일본어: 清原深養父)는 일본 중고36가선중 한명이자 백인일수중 한명이다. 헤이안(平安) 중기의 관인(官人)이자 가인(歌人)이었다. 부젠(豊前)의 국사(國司)였던 기요하라노 후사노리(清原房則)를 아버지로 두었다.
엔기(延喜)8년 (908년)에 내장소윤(内匠少允), 엔초(延長)원년 (923년)에 내장대윤(内蔵大允)을 역임하였다. 엔쵸 8년 (930년)에는 종5위하(従五位下)에 보위되었다. 말년에는 에도 이와쿠라(岩倉)에 사원을 지어 그곳에서 은거하며 여생을 보냈다고 한다.
고금 와카집(古今和歌集)에 17수(首), 여타 칙찬 와카집(勅撰和歌集)에 총 41수가 정리되어 있다.

## 같이 보기
- 고금 와카집
- 기요하라노 모토스케